# Omalo
Omalo (en georgiano: ომალო) es un pueblo del noreste de Georgia, ubicado en el noroeste de la región de Kajetia y parte del municipio de Ajmeta. 

## Geografía
Omalo se encuentra entre la Gran Cordillera del Cáucaso y la cordillera Pirikita, a 8 km de la frontera con Daguestán, Rusia. Este es el pueblo principal de la región histórica de Tushetia. Debido a la ubicación de alta montaña y la ausencia de carreteras bien mantenidas, Omalo está prácticamente aislada del resto de Georgia durante la mayor parte del año. 
Omalo se encuentra en el Parque Nacional de Tushetia.

## Historia
El 6 de septiembre de 2011, tres turistas alemanes que eran homosexuales fueron golpeados y arrojados al río en el pueblo.

## Demografía
La evolución demográfica de Omalo entre 2002 y 2014 fue la siguiente:
| 58                                              | 37 |
| (Fuente: Population of Georgia in Soviet times) |    |

Según el censo de 2014, los kist constituían el 54,1% de la población local; los georgianos, el 43,2% y los chechenos, el 2,7%.

## Infraestructura

### Arquitectura, monumentos y lugares de interés
La fortaleza de Keselo sirvió como refugio para las personas locales en tiempos de guerra, hogar del pueblo batsi.

### Infraestructura
El único camino de acceso a Omalo es a través del paso de Abano (2850 metros).

## Galería

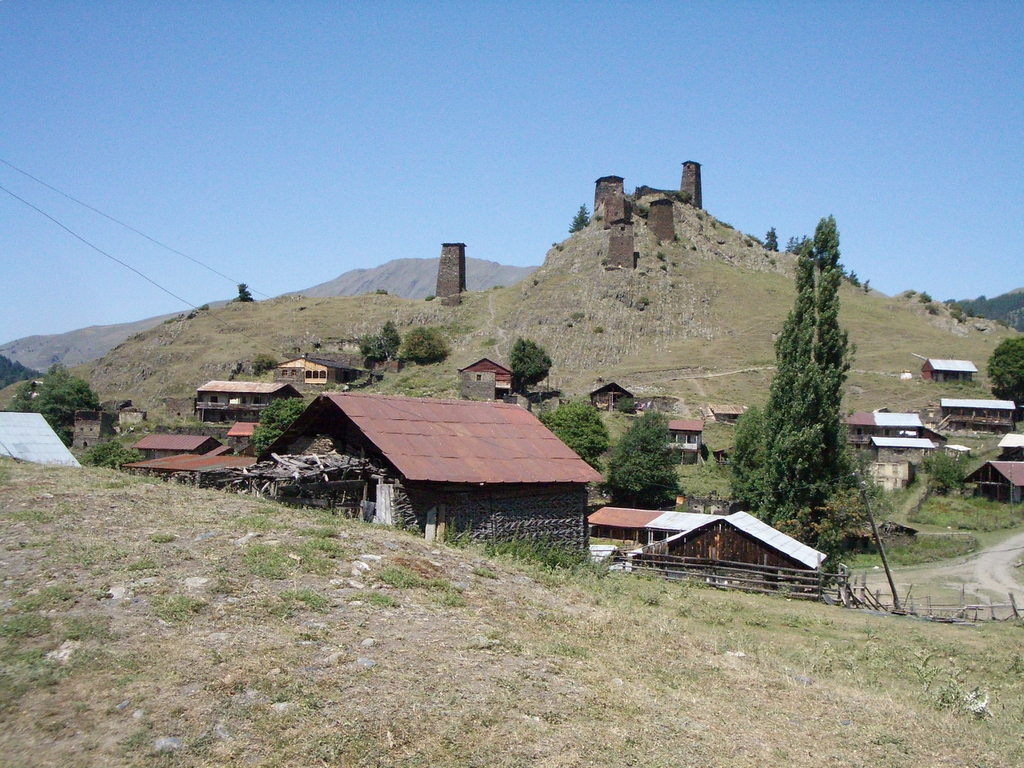
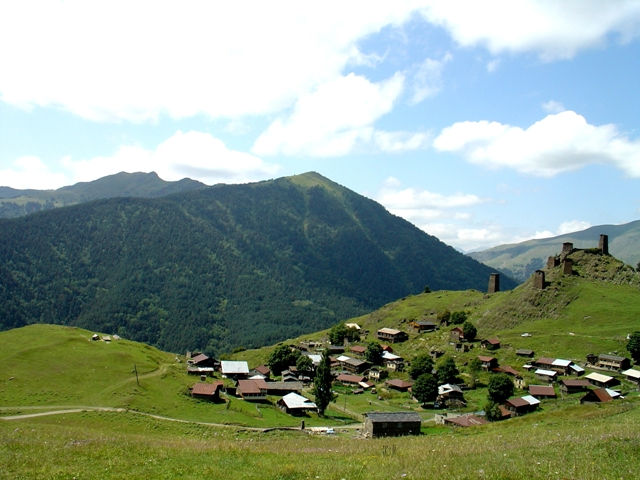
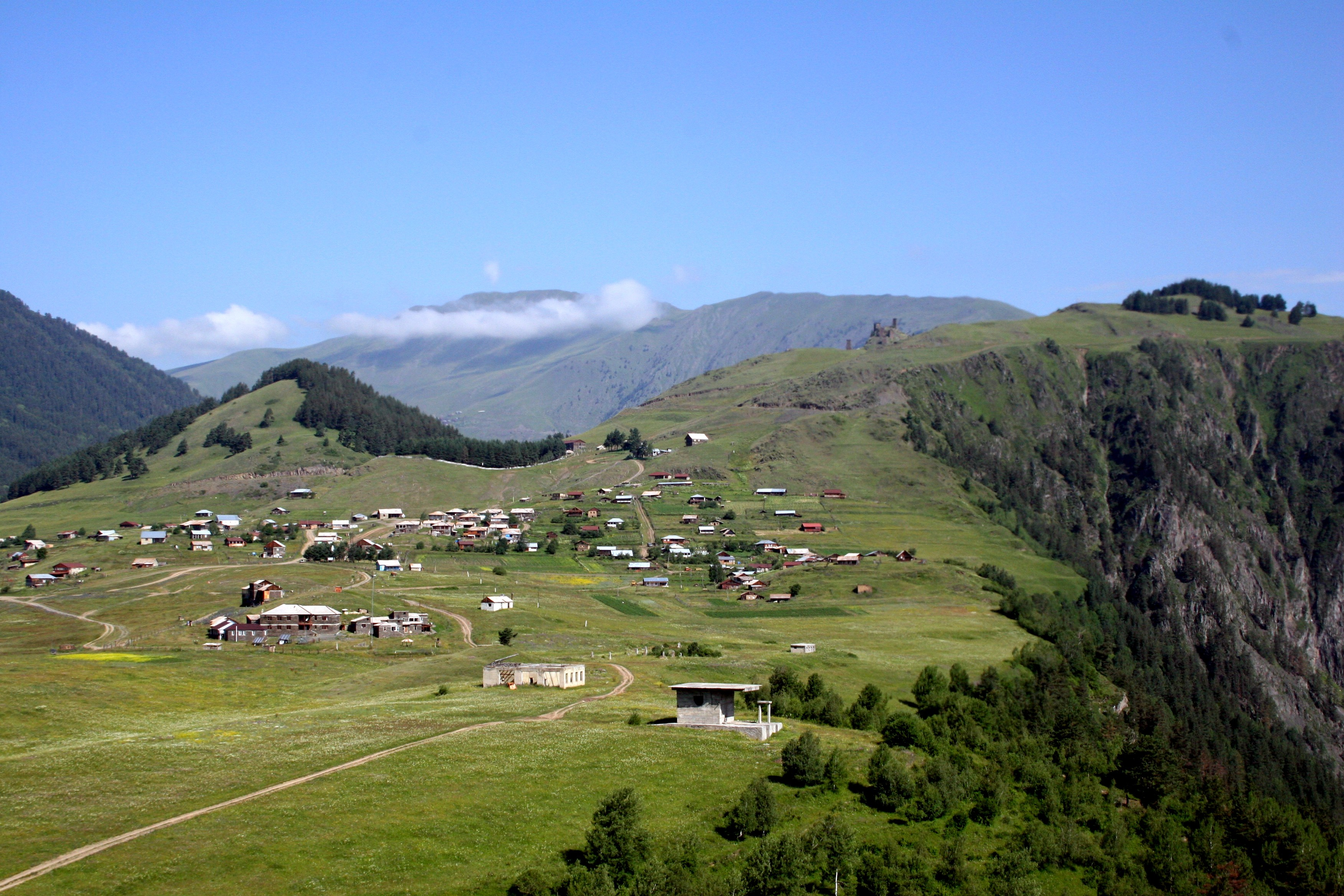